# پروانه توسعه و توزیع مشترک
پروانه توسعه و توزیع مشترک (به انگلیسی: Common Development and Distribution License) که به اختصار CDDL هم نوشته می‌شود، یک پروانه نرم‌افزار آزاد است که توسط شرکت سان مایکروسیستمز و بر اساس پروانه همگانی موزیلا (نسخه ۱٫۱) نوشته شده است.
فایل‌هایی که تحت این پروانه هستند، می‌توانند با فایل‌هایی که تحت پروانه‌های دیگر (چه پروانه‌های بازمتن و چه پروانه‌های انحصاری) هستند ترکیب شوند. بنیاد نرم‌افزارهای آزاد این پروانه را یک پروانه نرم‌افزار آزاد که با جی‌پی‌ال ناسازگار است، به حساب آورده است. این ناسازگاری با جی‌پی‌ال از چند بند پیچیده که از ام‌پی‌ال به ارث رسیده است ناشی می‌شود. این پروانه در تاریخ ۱ دسامبر ۲۰۰۴ برای تایید به موسسه پیشگامان متن‌باز فرستاده شد و در اواسط ژانویه ۲۰۰۵ به عنوان یک پروانه بازمتن مورد تایید قرار گرفت.
تعدادی از برنامه‌هایی که تحت این پروانه منتشر می‌شوند عبارتند از:
- اپن‌سولاریس (همچنین شامل زی‌اف‌اس و دی‌تریس هم می‌شود)
- نت‌بینز
- گلاس‌فیش
- بسته توسعه سرویس‌های وب جاوا
- پروژه DReaM
- پوسته بورن